# Тарасівка (Новоукраїнський район)
Тара́сівка — село в Україні, у Маловисківській територіальній громаді Новоукраїнського району Кіровоградської області. Населення становить 50 осіб.

## Населення
Згідно з переписом УРСР 1989 року чисельність наявного населення села становила 83 особи, з яких 31 чоловік та 52 жінки.
За переписом населення України 2001 року в селі мешкало 50 осіб.

### Мова
Розподіл населення за рідною мовою за даними перепису 2001 року:
| Мова       | Відсоток |
| ---------- | -------- |
| українська | 94,00 %  |
| російська  | 4,00 %   |
| вірменська | 2,00 %   |